# أنتوني بيترز
أنتوني بيترز (بالإنجليزية: Anthony Peters)‏ (24 أكتوبر 1983 باتون روج الولايات المتحدة - ) هو لاعب كرة قدم أمريكي يلعب كمدافع.